# Kazuaki Yoshinaga
Kazuaki Yoshinaga (吉永 一明 Yoshinaga Kazuaki?), född 17 mars 1968 i Fukuoka prefektur, är en japansk före detta fotbollsspelare och tränare.
Yoshinaga har tränat Albirex Niigata Singapore och Albirex Niigata.